# Ricardo López Murphy
Ricardo Hipólito López Murphy (Buenos Aires, 10 de agosto de 1951) es un economista, político y diputado argentino. Fue ministro de Defensa, ministro de Economía y ministro de Infraestructura y Vivienda durante la presidencia de Fernando de la Rúa. Actualmente preside la Fundación Cívico Republicana (FCR) y es expresidente de la Red Liberal de América Latina (RELIAL), de cuya junta honorífica es miembro.
Es licenciado en Economía de la Universidad Nacional de La Plata, posee un Master of Arts por la Universidad de Chicago , académico con vasta obra escrita, profesor de la Universidad de La Plata, la Universidad Argentina de la Empresa (UADE),  la universidad del Centro de estudios Macroeconómicos de Argentina (UCEMA)  y fue becado por la OEA. Trabajó tanto por la educación, que fue nombrado Doctor honoris causa en la UCEMA.Fue ganador del Premio Konex en 1996.
Luego de abandonar la Unión Cívica Radical en 2002, fundó el partido Recrear para el Crecimiento (Recrear) por el cual se postuló a las elecciones presidenciales de 2003. En esa ocasión obtuvo un 16,37 % de los votos, quedando por detrás de Néstor Kirchner y Carlos Menem. El 19 de abril de 2008 renunció al partido por irregularidades y falta de transparencia en las internas. Desde 2008 hasta fines de 2011 lideró el movimiento de opinión Convergencia Federal, tanto en la Ciudad de Buenos Aires como en la provincia de Buenos Aires. En 2020 volvió a la política de la mano de un nuevo partido llamado Republicanos Unidos y en 2021 anunció que sería candidato a diputado nacional por la Ciudad de Buenos Aires en las elecciones legislativas de ese año, donde resultó electo. En 2023 integró los equipos y listas de la Precandidatura a Presidente de Patricia Bullrich dentro de Juntos por el Cambio

## Biografía
López Murphy nació en Buenos Aires el 10 de agosto de 1951, hijo de Juan José López Aguirre y Brígida Murphy. Fue llamado Ricardo en homenaje a los políticos Balbín, su padrino, e Hipólito por Yrigoyen. Su padre fue diputado nacional por la Unión Cívica Radical del Pueblo y el primer jefe de policía civil en la provincia de Buenos Aires, durante el mandato del gobernador Anselmo Marini. Su madre era descendiente de irlandeses y su padre de vascos.

### Trayectoria profesional y académica
Se graduó de licenciado en Economía en la Universidad Nacional de La Plata en 1974. Comenzó su actividad docente como ayudante de Estadística Económica en la misma universidad y se desempeñó como profesor en la misma UNLP, en la Universidad Argentina de la Empresa, la Universidad de San Andrés y la Universidad Centro de Estudios Macroeconómicos de Argentina. Becado por la OEA, realizó estudios en los EE. UU. y en 1980 obtuvo el título de Master of Arts en la Universidad de Chicago.
Ingresó a la carrera de servicio civil en el Ministerio de Economía de la Nación durante el gobierno de María Estela Martínez de Perón. Tras sucesivos ascensos, fue designado en 1982, durante la dictadura cívico-militar, director de Investigaciones Económicas y Análisis Fiscal. En el ministerio tuvo jefes como Juan Alemann y Manuel Solanet.
En su actividad profesional trabajó como consultor y asesor económico. Se desempeñó como consultor del BID, del Banco Mundial, la CEPAL y del Fondo Monetario Internacional, entre otros organismos internacionales. Desde diciembre de 1983 hasta septiembre de 1984 trabajo en el Gabinete de asesores del Banco Central de la República Argentina y desde septiembre de 1984 hasta 1988 trabajo como asesor en el Banco Central de Uruguay. En los años noventa fue elegido como economista jefe de la Fundación de Investigaciones Económicas Latinoamericanas (FIEL). En 1993 fue seleccionado junto a otros por el Foro Económico Mundial como «Líder global del mañana». Recibió el Premio Konex en 1996.

### Trayectoria política

#### Unión Cívica Radical
López Murphy militó en Franja Morada -por la cual presidió el Centro de Estudiantes de Económicas en la UNLP- y en el radicalismo desde joven. En 1996 creó la Fundación Cívico-Republicana, como primer paso hacia la actividad política. A comienzos de 1999 era nombrado como posible ministro de Economía de un entonces hipotético gobierno de la Alianza. El candidato a presidente Fernando de la Rúa negó que fuera designado como ministro en esa cartera, tras unas declaraciones de López Murphy en las que sostenía que debían rebajarse los salarios en un 10 %. Tras la victoria de la Alianza en las elecciones de octubre, fue designado como ministro de Defensa del gobierno de De la Rúa, cargo que desempeñó desde 1999 hasta 2001.

##### Ministro de Economía
En marzo de 2001, el debilitado ministro de Economía José Luis Machinea renunció al cargo y en su reemplazo fue designado López Murphy. Ante la crisis en curso, presentó un plan económico que, según su equipo, se diferenciaba del ajuste de su predecesor porque no aumentaría impuestos, ni reduciría salarios o jubilaciones, ni afectaría al ciudadano común.
Anunció un recorte de 1.962 millones de pesos que incluía la cancelación de partidas destinadas a operaciones políticas de la Secretaría de Inteligencia (SIDE), pago en cuotas de retroactivos jubilatorios en trámite, anulación de pensiones del Congreso, reducción de becas estudiantiles, reducción de programas sanitarios por 50 millones de pesos, aplicación del IVA para espectáculos culturales y deportivos, eliminación de ayuda a productores tabacaleros, despido de 40.000 empleados públicos, recortes en indemnizaciones por despido, privatización de empresas públicas como las casas de juegos y parte del Banco Nación y disminución de envíos discrecionales a provincias. Pero los planes de reducción presupuestaria recayeron especialmente en el área educativa. Este anuncio generó la reacción de organizaciones estudiantiles, sindicatos y amplios sectores de la comunidad universitaria.
Por desacuerdo con los anuncios, los funcionarios que respondían al Frepaso abandonaron el gobierno y tres ministros del gabinete presentaron su renuncia. Por la crisis política desatada y la oposición generalizada, López Murphy renunció el 20 de marzo, a quince días de haber asumido y siendo reemplazado por Domingo Cavallo.

#### Recrear para el Crecimiento
Luego de abandonar la Unión Cívica Radical en 2002, fundó el partido Recrear para el Crecimiento (Recrear). En 2003 se presentó a las elecciones como candidato a presidente de la Nación, obteniendo el tercer lugar con el 18 % de los votos.

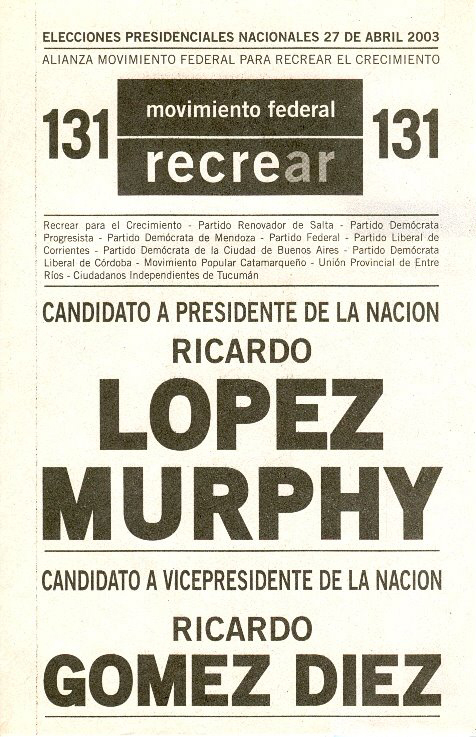
Boleta de las elecciones presidenciales de 2003.

En 2005 se presentó como candidato a senador por la provincia de Buenos Aires por la alianza electoral Propuesta Republicana (PRO), elección en la cual quedó relegado al quinto lugar con el 7,6 % de los votos. No le alcanzó para resultar electo. Se situó como uno de los principales críticos del gobierno de Néstor Kirchner.
En las elecciones presidenciales de 2007 presentó su candidatura, acompañado por Esteban Bullrich, sostenida por su partido Recrear para el Crecimiento, pero sin lograr agrupar detrás de sí al espectro de centro y centroderecha. Mauricio Macri, ya elegido jefe de Gobierno de la Ciudad de Buenos Aires, manifestó que él personalmente lo apoyaba; lo mismo hicieron algunos distritos del partido de este último, Compromiso para el Cambio, pero no contó con su apoyo en el distrito más grande del país, la Provincia de Buenos Aires, donde López Murphy se había postulado también como candidato a diputado nacional. El resultado final fue considerado decepcionante por sus seguidores, obteniendo 1,45 % de los votos y no alcanzando siquiera su elección como diputado.
Luego de las elecciones, en noviembre de 2007, Ricardo López Murphy presentó su renuncia como presidente del partido. El 6 de abril de 2008 se realizaron elecciones internas, en la que se enfrentaron dos listas: una liderada por el diputado provincial Castor López (apoyada por López Murphy), proponiendo mantener la autonomía del partido, y otra liderada por Esteban Bullrich, proponiendo profundizar la alianza con el macrismo. Ese mismo día la lista que apoyaba López Murphy impugnó las elecciones internas realizada en la provincia de Buenos Aires, sosteniendo que la lista ganadora había realizado fraude electoral.
Finalmente, el 19 de abril de 2008 Ricardo López Murphy anunció su renuncia a Recrear, diciendo: "renuncio porque se violaron todas las normas de nuestro partido en las elecciones partidarias".
Luego de su renuncia, algunos seguidores de López Murphy sostuvieron que debían integrarse a la Coalición Cívica, que dirigía Elisa Carrió. Ambos líderes provenían del radicalismo y estuvieron muy cerca de sellar una alianza en 2007. Pero, en esa ocasión, la misma fue impedida, en parte, por la oposición interna de Carrió.

#### Convergencia Federal
El 1 de diciembre de 2008, López Murphy lanza su nuevo espacio político: Convergencia Federal (CF), para conformar una alternativa junto con los partidos opositores al kirchnerismo para gobernar el país. En las elecciones legislativas del 2009, este espacio apoyó al Acuerdo Cívico y Social a nivel nacional. López Murphy, sin ser candidato, hizo campaña en varias provincias, especialmente en Buenos Aires y Capital Federal.
El 21 de mayo de 2011, lanzó su candidatura a jefe de Gobierno de la Ciudad de Buenos Aires. Convergencia Federal firmó un acuerdo político con el Partido Autonomista, fuerza política por la cual se presentó a las elecciones porteñas. Acompañado por la dirigente vecinal Ana Luisa Paulesu como compañera de fórmula, y con Marcelo Meis y Gustavo Llaver (presidente del Partido Autonomista) como primeros candidatos a legisladores, López Murphy obtuvo algo más de 25 000 votos, el 1,4 % de los votos.
Elecciones de la Ciudad Autónoma de Buenos Aires de 2011.
| Comuna 1 | 1.831 1,57% | Comuna 6  | 1.885 1,65% | Comuna 11 | 1.623 1,30% |
| Comuna 2 | 2.524 2,45% | Comuna 7  | 1.564 1,27% | Comuna 12 | 1.554 1,19% |
| Comuna 3 | 1.545 1,40% | Comuna 8  | 742 0,79%   | Comuna 13 | 2.786 1,83% |
| Comuna 4 | 1.052 0,86% | Comuna 9  | 1.145 1,07% | Comuna 14 | 2.595 1,80% |
| Comuna 5 | 1.413 1,29% | Comuna 10 | 1.276 1,17% | Comuna 15 | 1.376 1,19% |

#### Republicanos Unidos (2020-2023)

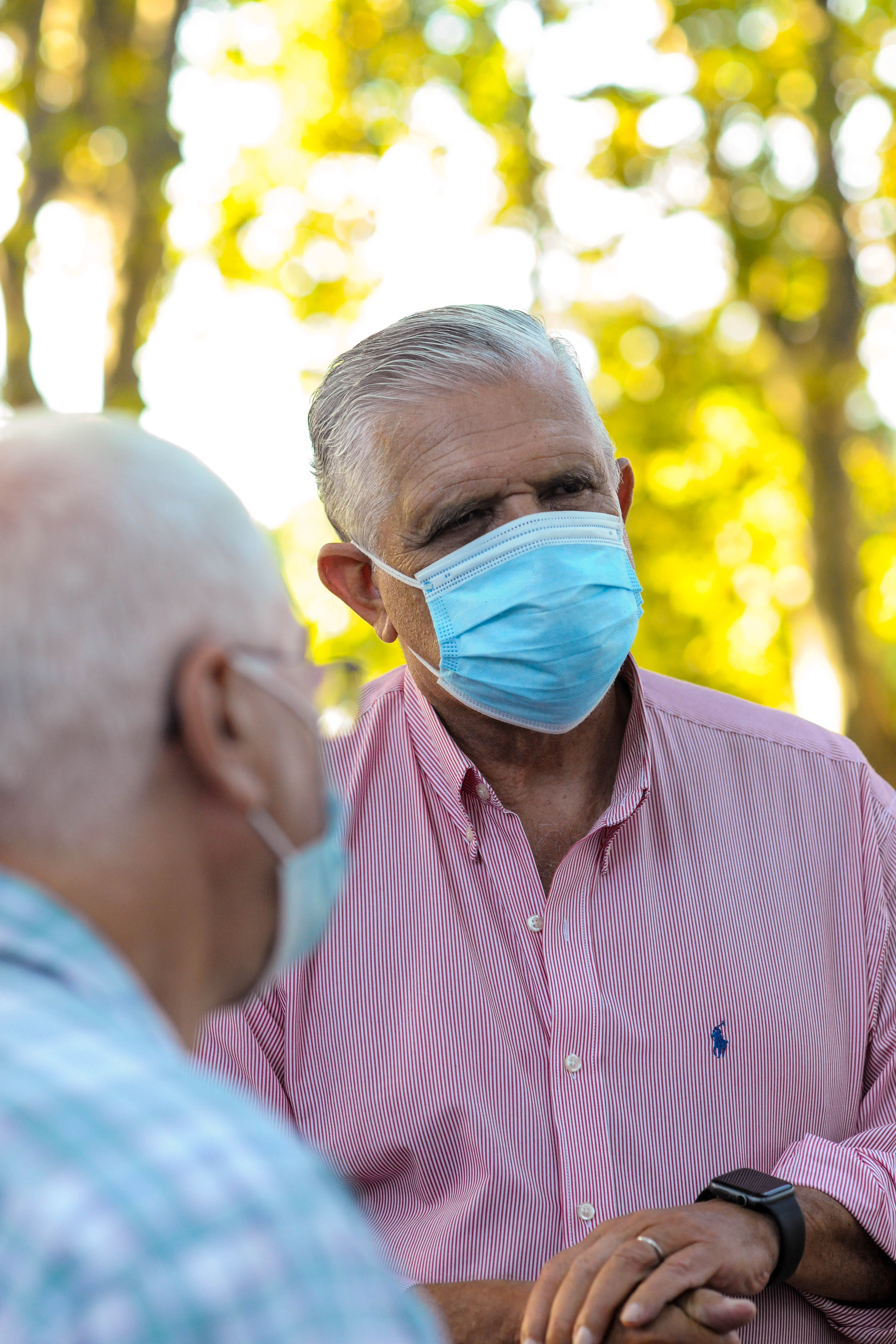
Ricardo López Murphy en un evento de Republicanos Unidos en Devoto.

En 2020 volvió a la política conformando otra vez el partido Recrear y hacia fines de año se oficializó un acuerdo entre su partido, Unidos, el Partido Libertario y Mejorar, conformando una fusión denominada como Republicanos Unidos. Ese mismo año publicó el libro  “Mas Prosperidad, Menos Incertidumbre” (2020) donde habla de políticas económicas para sacar adelante a la Argentina. El espacio conformado tuvo su primera participación en las elecciones legislativas de 2021 en una lista encabezada por el propio López Murphy dentro de la coalición Juntos por el Cambio. El 26 de julio de 2021, en campaña para dicha agrupación en una entrevista en el canal A24, expresó una opinión "No hay 30.000 desaparecidos" refiriéndose al número de desaparecidos por parte del último gobierno dictatorial del país.
Meses después presentaría su nuevo libro “Libertad, Patria y Vida” (2021) el cual presentaría en la provincia de Corrientes, en este libro cuenta su trayectoria política y su pensamiento sobre el país.
En las elecciones primarias del 12 de septiembre, la lista Republicanos encabezada por López Murphy obtuvo el 23,33 % dentro de la coalición, detrás de la lista ganadora encabezada por María Eugenia Vidal y por delante de la encabezada por Adolfo Rubinstein. De acuerdo con los resultados y la regla interna de Juntos por el Cambio en la ciudad, López Murphy integró la lista que compitió en las elecciones generales de noviembre en el cuarto lugar.
Tras las elecciones legislativas de 2021 logró obtener una banca como diputado nacional al haber integrado la lista de Juntos por el Cambio en la Capital Federal.
Es reconocido por sus enfrentamientos en la Comisión de Economía de la Cámara de Diputados con el ministro de economía Martín Guzmán a quien ha acusado de implementar pésimas políticas económicas y también por responsabilizar al presidente Alberto Fernández y a la vicepresidenta, Cristina Fernández de Kirchner de que la economía Argentina se encuentre en una situación deplorable. A su vez corrigió la redacción y la ortografía en idioma inglés del Ministro Guzmán en un informe que debía ser entregado a las autoridades del FMI.  
El 21 de mayo de 2022 en la provincia de Corrientes se formó el “Acuerdo Federal” el espacio liberal dentro de Juntos por el Cambio formado por los partidos provinciales que pertenecen a esa fuerza, la reunión fue presidida por el vicegobernador Pedro Braillard Poccard (Partido Popular de Corrientes),el ex Embajador en Portugal Oscar Moscariello (Partido Demócrata Progresista) y el diputado nacional Ricardo López Murphy (Republicanos Unidos).
El 16 de diciembre del 2022 presentó un proyecto de juicio político y destitución del cargo de Cristina Fernández de Kirchner por su mal desempeño. El 22 de diciembre junto al bloque de la Unión Cívica Radical pidió también juicio político contra Alberto Fernández.
El 24 de marzo del 2023 nuevamente realizó declaraciones públicas  sobre las víctimas de la guerrilla  durante la democracia y como los gobiernos de Néstor y Cristina Kirchner difuminan la historia sobre las víctimas de la última dictadura militar, haciendo un uso partisano de ellas. López Murphy publicó en la red social Twitter en respuesta a un comentario: "Soy un ferviente defensor de la democracia y repudio las sangrientas dictaduras que tu gobierno defiende. La CONADEP registra 7018 desaparecidos. Pasá nombre de los restantes 22.982 y me retracto. Mientras tanto sostengo que inventar víctimas es ser un carancho de la historia".
En el mes de mayo ocurrió una interna con el  Legislador porteño, Roberto García Moritán por la candidatura a jefe de gobierno de la ciudad sobre la posibilidad de presentar listas en las elecciones de 2023Ricardo López Murphy durante este año realizó un apoyo activo a la oposición en el interior del país y en el conurbano. López Murphy se incorporó al Partido Demócrata Progresista y fue nombrado como candidato a Jefe de Gobierno de la Ciudad de Buenos Aires por el PDP pero finalmente no se presentó como Jefe de Gobierno. Siguiendo este lineamiento, López Murphy se expreso en contra de la Ley de Lemas, argumentando que esta ley permite opacidades en el sistema electoral de las provincias. En diciembre junto a otros 8 diputados formó el bloque Cambio Federal el cual se unió con los bloques de Coalición Cívica ARI y Hacemos por Nuestro País y formó el megabloque Hacemos Coalición Federal de 23 diputados.
El 7 de marzo de 2024, López Murphy presentó un proyecto de "Consolidación Fiscal" para mejorar la Ley Ómnibus. En el mes de abril hizo saber que él como el interbloque que pertenece votaría a favor de la nueva ley Ómnibus que fue modificada ya que consideraban que "al gobierno hay que darle herramientas".

## Historial electoral
|  | 16,37 % |

|  | 7,63 % |

|  | 1,58 % |

|  | 1,43 % |

|  | 1,40 % |

|  | 11,14 % |

|  | 47,09 % |

## Obras
- López Murphy: razón o demagogia, en coautoría con Oscar Salvadores (Editorial Planeta, 2002) anto y marcos
- Coherencia de un pensamiento (Editorial Perfil, 2003)[36]
- La nueva propuesta; discursos, artículos y declaraciones (Editorial Perfil, 2005)
- Ideas para la reforma argentina, (Editorial Perfil, 2007)
- Mejores políticas públicas Argentinas, como editor (Editorial Unión, 2014)
- Mejores políticas públicas Argentinas 2, como editor (Editorial Unión, 2015)[37]
- Mas prosperidad, Menos incertidumbre (Editorial Cecilia Rumi, 2020)[38]
- Libertad, Patria y Vida (2021)[39]
- Mi Labor Parlamentaria 2021/2023 (2024)